# Makiyamaia cornulabrum
Makiyamaia cornulabrum é uma espécie de gastrópode do gênero Makiyamaia, pertencente a família Clavatulidae.